# Moskalenka, Henicesk
Moskalenka (în ucraineană Москаленка) este un sat în așezarea urbană Partîzanî din raionul Henicesk, regiunea Herson, Ucraina.

## Demografie
Componența lingvistică a localității Moskalenka
     Ucraineană (53,47%)
     Rusă (36,42%)
     Alte limbi (0,29%)
Conform recensământului din 2001, majoritatea populației localității Moskalenka era vorbitoare de ucraineană (53,47%), existând în minoritate și vorbitori de rusă (36,42%).